# Knut Brynildsen
Knut Brynildsen (Fredrikstad, 23 de juliol de 1917 - 15 de gener de 1986) fou un futbolista noruec de les dècades de 1930 i 1940.
Disputà 18 partits amb la selecció de futbol de Noruega, amb la qual participà en el Mundial de 1938. Pel que fa a clubs, formà part del Fredrikstad, amb qui guanyà la copa noruega de 1935, 1936, 1938 i 1940, i la lliga de 1938, 1939 i 1949.